# Isaiah Olfert
Isaiah Olfert (* 6. November 2001 in Winnipeg) ist ein kanadischer Volleyballspieler.

## Karriere
Olfert begann seine Karriere an der Dakota Collegiate. Von 2019 bis 2022 studierte er an der Trinity Western University und spielte bei den Spartans. Danach setzte er sein Studium an der University of Winnipeg fort und spielte in der Universitätsmannschaft Wesmen. 2025 wurde der Außenangreifer vom deutschen Bundesligisten Netzhoppers Königs Wusterhausen verpflichtet.